# 哈维若夫

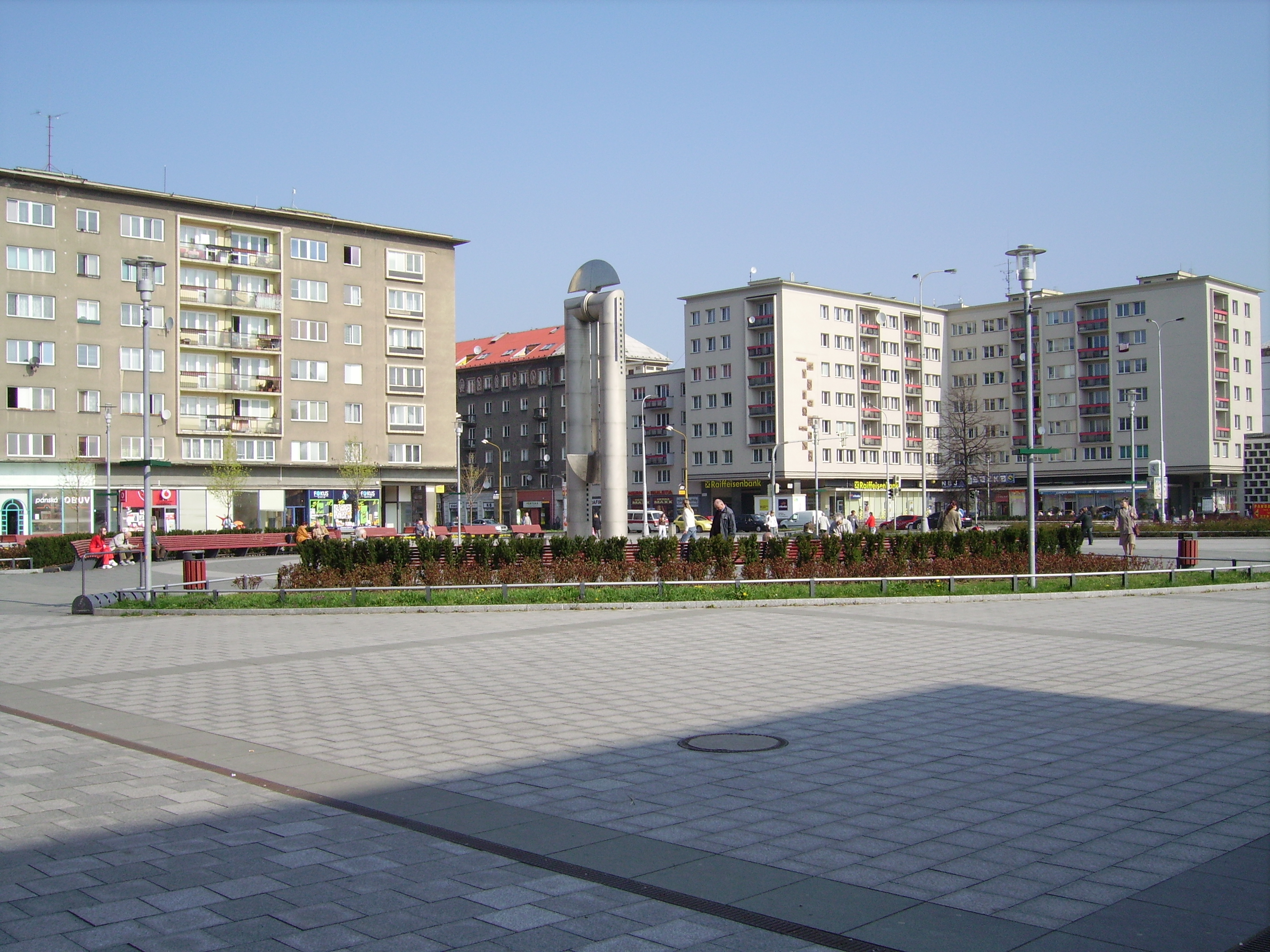
哈维若夫

位置圖

哈维若夫（捷克語：Havířov）是捷克摩拉维亚-西里西亚州的一座城市，人口约8万（2007年）。
哈维若夫建于第二次世界大战之后，是捷克最年轻的城市。

## 友好城市
- 義大利科莱尼奥
- 英国哈洛
- 波蘭亞斯琴別-茲德魯伊
- 立陶宛马热伊基艾
- 奧米什
- 爱沙尼亚派德
- 斯洛伐克圖爾錢斯凱特普利采
- 斯洛伐克班斯卡-比斯特里察

49°46′40″N 18°25′22″E / 49.7778°N 18.4228°E